# Xyphon sagittifera
Xyphon sagittifera är en insektsart som beskrevs av Philip Reese Uhler 1895. Xyphon sagittifera ingår i släktet Xyphon och familjen dvärgstritar. Inga underarter finns listade i Catalogue of Life.